# Elecciones parlamentarias de Hungría de 1963
Las elecciones parlamentarias se llevaron a cabo en la República Popular de Hungría el 24 de febrero de 1963. Como en todas las elecciones durante dicho régimen, a los votantes se les entregaba una lista única con candidatos del Partido Socialista Obrero Húngaro, y algunos candidatos independientes pro-comunistas. El Partido de los Trabajadores Húngaros obtuvo 252 escaños, mientras que los 88 restantes fueron para los candidatos independientes.

## Resultados
| Partido                            | Votos     | %    | Escaños | +/– |
| ---------------------------------- | --------- | ---- | ------- | --- |
| Partido Socialista Obrero Húngaro  | 6.813.058 | 98.9 | 252     | -24 |
| Independientes                     | 6.813.058 | 98.9 | 88      | +26 |
| En Contra                          | 75.777    | 1.1  | –       | –   |
| Votos en blanco/anulados           | 26.809    | –    | –       | –   |
| Total                              | 6.915.644 | 100  | 340     | +2  |
| Votantes registrados/participación | 7.114.855 | 97.2 | –       | –   |